# فراروایت
یک کلان روایت (به انگلیسی: Metanarrative) در نظریه انتقادی و به ویژه در پست مدرنیسم روایت یا داستانی جامع بر اساس تاریخ، علم یا تجربه است که به صورت پیش‌گویانه، یک ایدهٔ کلی (و همچنان تحقق نیافته) را مشروعیت می‌بخشد و به کل جامعه تعمیم می‌دهد.
ژان-فرانسوا لیوتار پست مدرن را به منزله بی اعتقادی به کلان روایت‌ها می‌داند و در مقابل نظر به رو آوردن به خرده روایت‌ها دارد؛ یعنی کلان را در مقابل خرد قرار می‌دهد. در حالی که به درستی از دهه پنجاه جدا از کلان روایت که به متاروایت و فراروایت ترجمه شده پست‌مدرن نیز به فرامدرن، پساتجدد، فراتجدد نیز ترجمه شده‌است.

## ریشه لغوی
«Meta» در یونانی به معنای «بعد» است. «روایت» داستانی است که از طریق بازگویی خود توصیف می‌شود (و به طریقی منتقل می‌شود).
اگرچه اولین بار در اوایل قرن ۲۰ استفاده شد، اما این اصطلاح توسط ژان فرانسوا لیوتار در سال ۱۹۷۹ مطرح شد، با این ادعا که ویژگی پست مدرن دقیقاً بی‌اعتمادی به «کلان‌روایت‌ها» (پیشرفت، روشنگری، آزادی، مارکسیسم) است و این بخشی اساسی از مدرنیته را تشکیل می‌دهد.

## بدبینی پساساختارگرایانه
در وضعیت پست‌مدرن (۱۹۷۹)، لیوتار شک و تردید چشمگیری را نسبت به وضعیت پست مدرن را نسبت به ماهیت فراروایت‌ها و اعتماد آنها به نوعی «حقیقت متعالی و جهانی» ارائه می‌کند:
لیوتار و سایر متفکران پساساختارگرا (مانند فوکو) به دلایلی این اتفاق را به عنوان یک پیشرفت کاملاً مثبت می‌دانند. نخست آنکه، با ساخت نظریه‌های کلان گرایش دارند که بی‌دلیل هرج و مرج و بی نظمی موجود در جهان را از بین ببرند.

### جایگزینی فراروایت‌ها و روایت‌های جهانی با روایت‌های کوچک و محلی
لیوتار پیشنهاد کرد که فراروایت باید راه را برای petits récits، روایت‌های معمولی‌تر و «محلی»، که می‌توانند با تمرکز بر یک رویداد منفرد، فراروایت‌ها را دور بیندازند، باز کند.
پست مدرنیست‌ها تلاش می‌کنند تا تمرکز بر زمینه‌های محلی خاص و همچنین تنوع تجربه انسانی را جایگزین فراروایت‌ها کنند. آنها به جای وجود نظریه‌های کلان و همه‌جانبه، بر وجود «تعدد نقاط نظری» استدلال می‌کنند.